# Nissan Juke n-tec Riding Pinball
Nissan Juke n-tec Riding Pinball es un videojuego de pinball de 2013 desarrollado por 101% y publicado por Nissan para navegador web. El juego fue creado para promocionar la Nissan Juke n-tec.

## Jugabilidad
Es un juego de pinball con temática de Nissan en donde el objetivo evitar que una bola caiga furera del tablero para ello se usan las aletas en la parte inferior del tablero que se accionan con las teclas ← y → del teclado.

## Desarrollo
El juego fue desarrollado por la empresa 101% misma que desarrolló el juego Nissam Juke-R para Nissan y tuvo un tiempo de desarrollo de solo dos semanas con uno de los desarrolladores, Andrea Leganza afirmando que "si tuviéramos más tiempo podríamos crear una versión mejor".